# Жюл Сюпервиел
Жюл Сюпервиел (на френски: Jules Supervielle) е френски преводач, драматург, поет и писател на произведения в жанра социална драма, лирика, фентъзи и мемоари. Пише на френски език, но в стила на испанската традиция.

## Биография и творчество
Жюл Сюпервиел, с рождено име Хулио Луис Сюпервиел, е роден на 16 януари 1884 г. в Монтевидео, Уругвай. Родителите му са французи – баща му е банкер от Беарн, майка му е от Страната на баските. Същата година семейството се връща във Франция при фамилията в Олорон Сент Мари, където родителите му умират при трагичен инцидент. Той първоначално е отгледан от баба си, а през 1886 г. чичо му Бернард, собственик на банка в Монтевидео, го връща в Уругвай, където го отглежда като собствен син. През 1894 г. чичо му и леля му се преместват в Париж, където Жюл завършва средното си образование. В Париж посещава литературните кръгове на парижкия авангард и открива творчеството на Мюсе, Юго, Ламартин, Льоконт дьо Лил и Сюли Прюдом и сам започва да пише тайно стихове. Сам публикува първата си стихосбирка „Мъгли от миналото“ през 1900 г. Следва в Сорбоната, където получава бакалавърската степен, а по-късно докторска степен. Летните си ваканции прекарва в Уругвай. Отбива военната си служба, но е с крехко здраве и не издържа живота в казармата. През 1907 г. се жени за Пилар Сааведра в Монтевидео. Имат шест деца.
През 1910 г. защитава дисертация усещането за природа в испано-американската поезия. Същата година издава втората си стихосбирка „Като платната“. След много пътувания, през 1912 г. окончателно се установява в Париж. По време на Първата световна война в периода 1914 – 1917 г. е мобилизиран и работи в Министерството на войната, поради езиковите си умения. От 1917 г. чете много и открива Клодел, Рембо, Маларме, Лафорг и Уитман. През 1919 г. е издадена тратата му стихосбирка „Стихове с тъжен хумор“, която го сближава с кръга около списание „Нувел ревю франсез“ – Андре Жид, Жан Полан, Анри Мишо. През 1922 г. е публикувана първата му голяма стихосбирка „Пристани“. Следващата година е издаден и първият му роман „Човекът от пампасите“, а през 1924 г. и първият му голям разказ, „Пистата и езерото“, списание „Юръп“. През 1925 г. се сприятелява с австрийски поет Райнер Мария Рилке и издава един от най-големите поетични сборници на 20 век, „Гравитации“, в който резкрива своя стир и оригиналност.
През 1926 г. е издаден романът му „Похитителят на деца“. В историята главният герой, полковникът, отвлича нещастни или изоставени момчета, осигурявайки на тях и съпругата си комфорт и радост в своето богато имение, но нещата се усложняват, когато той осиновява момиче. Романът е екранизиран в едноименния френски телевизионен филм през 1981 г. и в едноименния филм с участието на Марчело Мастрояни, Анхела Молина и Мишел Пиколи.
През 1931 г. е публикуван сборникът му с фантастични новели „Детето на океана“, който е съставен от пет разказа, публикувани между 1924 и 1930 г., и три непубликувани. По това време той се посвещава на много литературни дейности и печели признаване на критиката, включително в Уругвай. Първата му пиеса „Красота в гората“ е издадена през 1932 г.
С началото на Втората световна война през 1939 г. за него започват трудни години: международно напрежение, финансови затруднения и здравословни проблеми с белите дробове и сърцето, които го карат да отиде в изгнание за седем години в Уругвай и живее в Монтевидео. Там продължава със своята интензивна литературна дейност. Пише поезия, комедийни пиеси („Боливар“ (1936), „Робинзон“ (1949), „Шехерезада“ (1949)) и прави преводи на известни автори като Хорхе Гилен, Гарсия Лорка, Шекспир. Получава няколко литературни награди, като и отличието Офицер на Ордена на Почетния легион. През 1944 г. изнася поредица от лекции в университета на Монтевидео върху съвременната френска поезия. През 1946 г. се завръща във Франция и е назначен за почетен културен аташе към легацията на Уругвай в Париж. Животът му обаче е белязан със здравословни проблеми. През 1955 г. е издадена автобиографичната му книга „Да се напиеш от извора“.
Темите на произведенията му са любовта на един самотен, но братски настроен човек към пампасите и откритите пространства на неговото южноамериканско детство и носталгията му по космическото братство на хората. Стиховете му са чувствителни, понякога хумористични, понякога задълбочен, а в романите си съчетава фантазията и простотата, с много алегория и митология.
През 1949 г. получава Наградата на критиката, а през 1955 г. – наградата на Френската академия за цялостно творчество. В 1960 г. е избран за „Принц на поетите“.
Жюл Сюпервиел умира на 17 май 1960 г. в Париж, Франция. Погребан е в Олорон Сент Мари. През 1990 г. в града на негово име е учредена поетична награда, а сред носителите ѝ са Ален Боске, Йожен Гилевич, и др.

## Произведения

### Самостоятелни романи
- L'Homme de la pampa (1923)[1][2][4][6]
- Le Voleur d'enfants (1926)
- Le Survivant (1928)

### Поезия
- Brumes du passé (1900)[1][2][6]
- Comme des Voiliers (1910)
- Les poèmes de l'humour triste (1919)
- Débarcadères (1922)
- Gravitations (1925)
- Le Survivant (1928)
- Le Forçat innocent (1930)
- Les Amis inconnus (1934)
- La Fable du monde (1938)
- Poèmes, 1939 – 1945 (1946)
- À la nuit (1947)
- Oublieuse mémoire (1949)
- Naissances (1951)
- L'Escalier (1956)
- Le Corps tragique (1959)

негови поетични творби са представени в сборника антология „Френска поезия“, Библиотека „Световна класика“, „Народна култура“, София (1978), прев. Пенчо Симов

### Пиеси
- La Belle au bois (1932)[1][2][3]
- Bolivar (1936)[6]
- Robinson (1948)
- Shéhérazade (1949)

### Сборници
- L'Enfant de la haute mer (1931) – новели[1][2]
Детето на океана в сборника „Френски морски новели“, изд.: „Георги Бакалов“, Варна (1979), прев. Огнян Бранков, Донка Гунчева-Бранкова
- Premiers pas de l'univers (1950) – приказки
- Boire à la source (1955) – автобиографични разкази

### Екранизации
- 1945 La fruta mordida
- 1962 Gran teatro – тв сериал, 1 епизод
- 1966 Der Kinderdieb – тв филм
- 1967 Le voleur d'enfants – тв филм
- 1968 L'enfant de la haute mer – тв филм
- 1969 Hora once – тв сериал, 1 епизод
- 1971 Shéhérazade – тв филм
- 1972 Plain-chant – тв сериал
- 1981 Le voleur d'enfants – тв филм
- 1985 L'enfant de la haute mer – късометражен
- 1991 Le voleur d'enfants